# Хокинс, Бенджамин Уотерхауз
Хокинс, Бенджамин (англ. Benjamin Waterhouse Hawkins, 8 февраля 1807 — 27 января 1894) — британский скульптор, художник-анималист и палеохудожник.

## Биография
Он получил образование в колледже Святого Алоизия и изучал искусство у скульптора Уильяма Бенеса. После 1827 г. он посвятил себя изучению естествознания, а после 1852 года — изучению геологии. С 1842 по 1847 год он занимался изготовлением моделей животных в парке Ноусли для графа Дерби. В 1851 году он работал помощником руководителя Лондонской всемирной ярмарки. В 1943 году он стал членом Лондонского Линнеевского общества, а в 1954 году — членом Королевского географического общества. Умер в безвестности в 1894 году.

## Деятельность
Известен как создатель скульптур вымерших животных в натуральную величину (в том числе трех известных в то время динозавров: игуанодона, мегалозавра и гилеозавра) для садов Хрустального дворца в Сиденхэме. Это были первые попытки восстановить мезозойские рептилии. Фигуры динозавров, которые впервые в мире создал Хокинс оказали большое влияние на образ динозавров как элемента популярной культуры. Иллюстрировал книги Чарльза Дарвина и Ричарда Оуэна. В Центральном парке Нью-Йорке создал американскую версию Хрустального дворца — «Палеозойский музей», но мае 1871 года скульптуры были разрушены неизвестными. Большинство работ Хокинса находятся в Дрексельской академии естественных наук в Филадельфии.

## Галерея

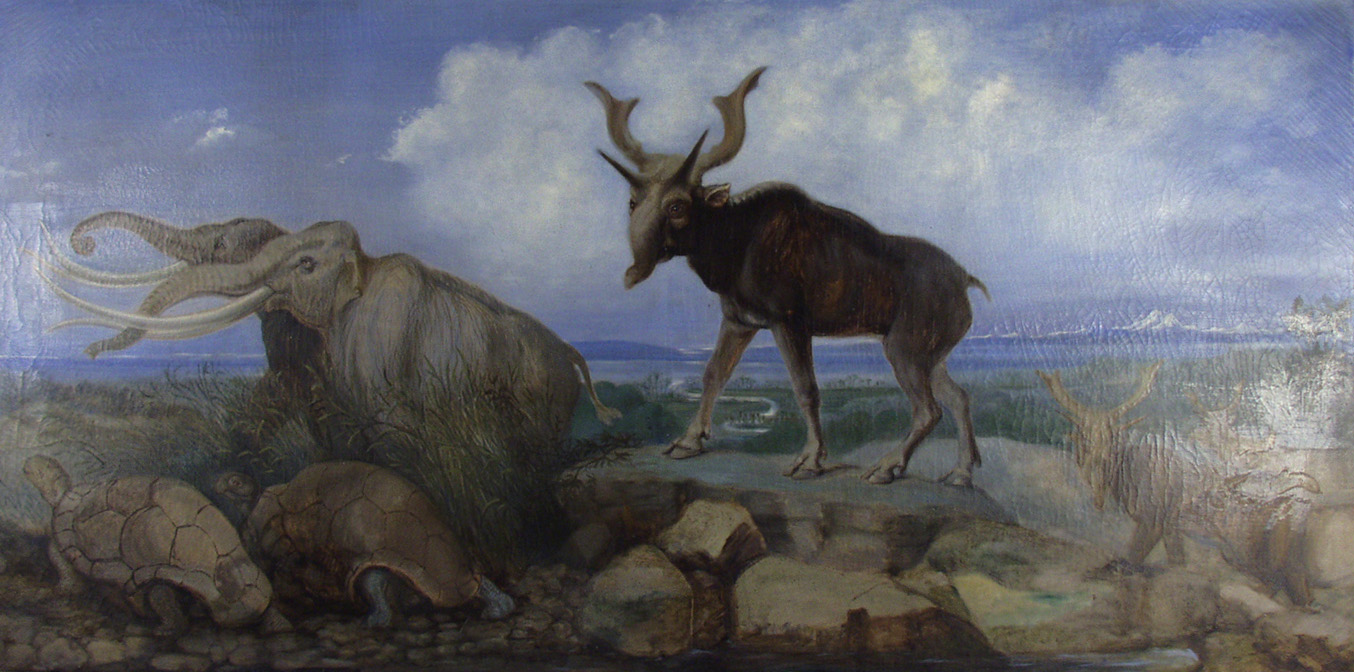
Азиатская фауна Плейстоцена
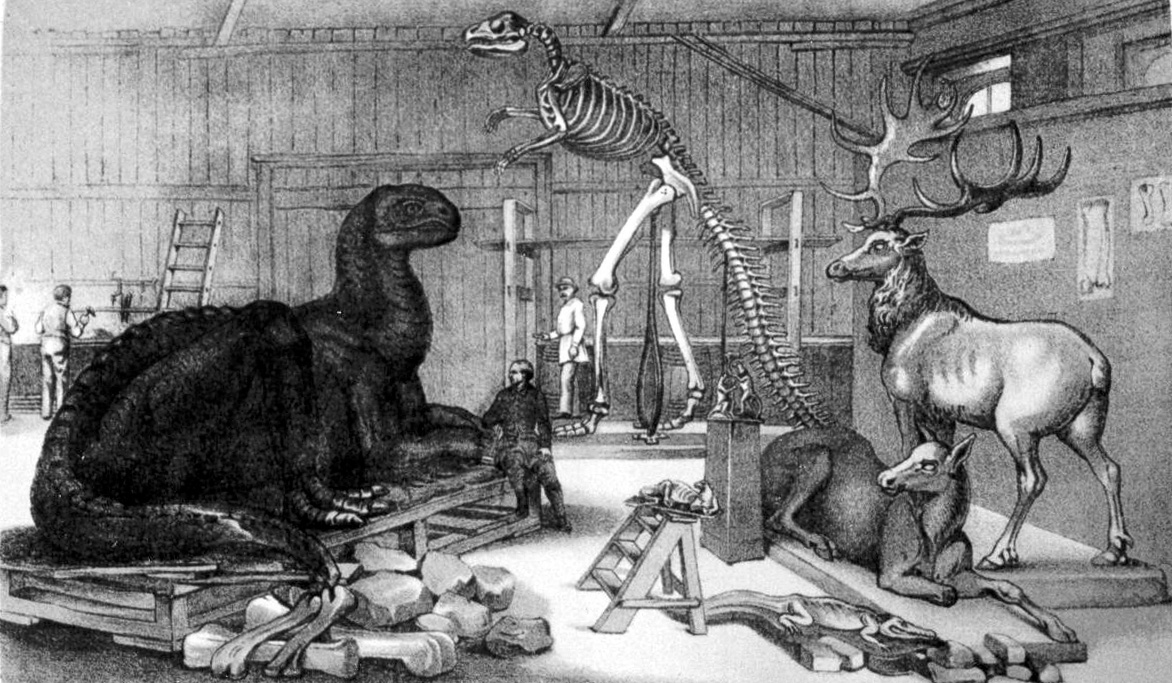
Студия Хокинса